# ضرعاء باومية
ضرعاء باومية (الاسم العلمي:Mammillaria baumii) هو نوع من النباتات يتبع جنس الضرعاء من الفصيلة الصبارية.